# Goerd Peschken
Goerd Peschken (* 22. Juni 1931 in Nordhausen) ist ein deutscher Bauforscher.

## Leben und Wirken
Goerd Peschken lernte zunächst Tischler und begann nach dem Abschluss der Lehre 1953 ein Studium der Architektur an der Technischen Universität Berlin, wo er 1965 mit einer Arbeit über die „Technologische Ästhetik in Schinkels Architektur“ zur Schinkelschen Bauakademie in Berlin-Mitte promoviert wurde. Von 1970 bis 1975 lehrte er dort Baugeschichte, bevor er – inzwischen habilitiert mit der Rekonstruktion des architektonischen Lehrbuchs von Karl Friedrich Schinkel – 1975 als Professor für Architektur an die Hochschule für bildende Künste Hamburg wechselte. Hier wurde er 1996 emeritiert.
Goerd Peschken hat sich vor allem als Experte für Karl Friedrich Schinkel und Andreas Schlüter und durch seine Forschungen zum Berliner Stadtschloss einen Namen gemacht. Für seine kunsthistorische und baupraktische Auseinandersetzung mit dem Wirken Schinkels als Architekt und dessen Vermittlung an Studenten erhielt er 2011 den Schinkel-Preis der Fontanestadt Neuruppin.
Als sein herausragendes Werk wird seine Rekonstruktion des nie zustande gekommenen Architektonischen Lehrbuchs von Schinkel gesehen, mit der ihn Paul Ortwin Rave betraut hatte. Der Streit mit dessen Nachfolgerin, Margarete Kühn, beeinträchtigte seine wissenschaftliche Karriere, weswegen er „in der Welt der Ordinarien für alle Zukunft ein Außenseiter geworden“ (Dieter Hoffmann-Axthelm) sei.
Peschken ist von Dieter Hoffmann-Axthelm als der „bedeutendste Baugeschichtler seiner und meiner Generation“ bezeichnet worden, obwohl er niemals einen Lehrstuhl für Baugeschichte innehatte und „froh sein musste, bei einer Fachhochschule, im liberaleren Hamburg, anzukommen.“
Er wird als Linker bezeichnet, ohne jedoch eine konkrete parteipolitische Präferenz zu haben. Von Gegnern des Projektes zur Rekonstruktion des Berliner Stadtschlosses, das er zusammen mit dem befreundeten Architekten Frank Augustin 1991 realisierte und Grundlage für die Simulation des Schlosses im Stadtraum 1992/93 war, wurde er auch als Rechter bezeichnet.

## Schriften (Auswahl)
- Behörden verpfuschen eine alte Stadt – Lemgo, in: Bauwelt, Jg. 1961, Heft 23, S. 664–666.
- Zerstörung einer unzerstörten Stadt - Sünden im Städtebau am Beispiel Lemgos - Gefährdete Kunstdenkmäler der Weser-Renaissance, in: Die Welt, 27. November 1964.
- Eine Stadtplanung Schinkels, in: Archäologischer Anzeiger, 1962, Sp. 861–875.
- Lemgo, zum Zweiten ..., in: Bauwelt, Jg. 1964, Heft 42, S. 1126–1129.
- Die städtebauliche Einordnung des Berliner Schlosses zur Zeit des Preussischen Absolutismus unter dem großen Kurfürsten und König Friedrich I. von 1640 bis 1713, in: Gedenkschrift Ernst Gall, Hrsg. Margarete Kühn und Louis Grodecki; Deutscher Kunstverlag, München und Berlin 1965, S. 345–370.
- Karl Friedrich Schinkel: Das Architektonische Lehrbuch (= Karl Friedrich Schinkel Lebenswerk. Band 14). Bearbeitet von Goerd Peschken. Hrsg. von Margarete Kühn. Deutscher Kunstverlag, München 1979. (Nachdruck 2001, ISBN 3-422-06329-3)
- (mit Hans-Werner Klünner) Das Berliner Schloss: Das klassische Berlin. Propyläen, Frankfurt am Main 1982, ISBN 3-549-06652-X.
- Demokratie und Tempel: Die Bedeutung der dorischen Architektur. Der Beeken, Berlin 1990, ISBN 3-922993-20-9. (in französischer Übersetzung: Corinne Jaquand: Temple et Démocratie, La signification de l'architecture dorique. In: marnes, documents d'architecture. vol 3, Edition de la Villette, France 2014, ISBN 978-2-915456-87-5).
- Das königliche Schloß zu Berlin. Deutscher Kunstverlag, München 1992 ff.
  - Band 1: Die Baugeschichte von 1688 bis 1701. Mit Nachträgen zur Baugeschichte des Schlosses seit 1442. 1992, ISBN 3-422-06096-0.
  - Band 2: Die Baugeschichte von 1701 bis 1706. 1998, ISBN 3-422-06221-1.
  - Band 3: Die barocken Innenräume. 2001, ISBN 3-422-06341-2.
- Baugeschichte politisch: Schinkel, Stadt Berlin, preussische Schlösser. Zehn Aufsätze mit Selbstkommentaren (= Bauwelt Fundamente 96). Vieweg, Braunschweig 1993, ISBN 3-528-08796-X. - Digitalisat auf books.google.de, abgerufen am 23. September 2023. (Enthält S. 217 ff. auch ein ausführliches Schriftenverzeichnis)
- Behlendorf. Hrsg. von Sybille Badstübner-Gröger, Freundeskreis Schlösser und Gärten der Mark, Berlin 2006.
- Schinkels Salomonischer Tempel auf Bärwinkel (DKV-Kunstführer Nr. 681). Deutscher Kunstverlag, Berlin und München 2015, ISBN 978-3-422-02421-2.